# 風のうわさ
「風のうわさ」（かぜのうわさ）は、THE ポッシボーの6枚目のシングル。2007年8月1日にGOOD FACTORY RECORDSから発売された。

## 解説
- 本作がTHE ポッシボーにとって、ハロー!プロジェクト在籍時にリリースされた最後のシングルとなった。
- ハロー!プロジェクトのコンサート「Hello!Project 2007 Summer 10th アニバーサリー大感謝祭〜ハロ☆プロ夏祭り〜」で歌われた。
- 2007年9月12日にシングルVが発売された。
- 2008年9月17日リリースのベスト・アルバム『究極のTHE ポッシボー ベストナンバー集①』には本作のほか、最初に作られた別バージョンが「風のうわさ（MOREうわさVer.）」として収録された。

## 収録曲
1. 風のうわさ
作詞・作曲：つんく、編曲：高橋諭一
2. ランチ=おべんとうの唄
作詞・作曲：つんく、編曲：菊谷知樹
3. 風のうわさ（Instrumental）
4. ランチ=おべんとうの唄（Instrumental）

## シングルV
2007年9月12日に発売された、上記作品のシングルDVD。

### 収録曲
1. 風のうわさ（Music Video）
2. ランチ＝おべんとうの唄（Photo&Music Show）
3. 風のうわさ（メイキング映像）
4. 風のうわさ（歌詞あり）